# Cylindroteuthis
Cylindroteuthis (лат.) — род белемнитов, обитавших с раннего юрского по ранний меловой периоды. Ископаемые остатки найдены в Евразии, Северной Америке и Новой Зеландии.

## Таксономическая история
Cylindroteuthis впервые описан Клодом-Эмилем Бэйлем в 1879 году. Белемнит, первоначально описанный как Cylindroteuthis вида C. confessa, был позднее описан как Mesoteuthis soloniensis.

## Палеобиология
Cylindroteuthis часто встречается в юрских формациях. Длина экземпляров колеблется от 10 до 22 см. Наиболее часто сохраняется рост, состоявший из кальцита. На некоторых рострах обнаружены следы кровеносных сосудов, позволяющих предположить, что этот орган располагался внутри тела животного. На ростре располагался фрагмокон, который позволял Cylindroteuthis сохранять плавучесть в воде. У некоторых хорошо сохранившихся экземпляров присутствуют черты, схожие с современными кальмарами, например, десять конечностей, похожих на руки, и неповреждённый чернильный мешок.

## Распространение
Cylindroteuthis известен из темайканского яруса формации Боатландинг-Бэй в Австралазии. Три вида (C. knoxvillensis, C. cf. newvillensis и C. venusta) описаны из арктического региона. Кроме того, около 2350 ростров белемнитов (в том числе Cylindroteuthis) были обнаружены в нижнемеловых формациях северо-восточной Гренландии, что позволяет предположить наличие своего рода «иммиграционного пути» для белемнитов. Находки также позволяют предположить существование «Прото-Гольфстрима» уже в валанжинском веке. Другой вид — C. cf. obeliscoides — известен из раннемеловой формации «Одно Дерево» (англ. One Tree Formation) на острове Ванкувер.